# Sagard
Sagard település Németországban, Mecklenburg-Elő-Pomeránia tartományban. Lakosainak száma 2462 fő (2023. december 31.).

## Fekvése
Rügen szigetén fekvő település.

## Története
Sagard központi fekvésű helység a Jasmund félszigeten, agova minden irányból összefutnak az utak.
Nevét 1250-ben említették először Zagardként. Neve szláv eredetű, és házat vagy kastélyt jelent. Ez arra utal, hogy egykori itt vár vagy kastély állt, a 12. század körül.
1795-ben Heinrich Christoph von Willich lelkész és testvére, dr. Moritz von Willich, egy kutat, fürdőt hozott itt létre. A fürdőzés 1830-ig tartott. Ma a Brunnenaue történelmi park emlékeztet az akkori idilli pezsgőfürdőre és a sétányokra.
Sagard 1326-ban a Rügen Hercegség, majd a Varsói Szerb Köztársaság része volt. Vesztfália békéjével 1648-ban Rügen, így Sagard területe is a svédországi Pomeránia részévé vált. 1815-ben Sagard a Neuvorpommern részeként a pommeriai porosz tartományhoz került.

## Nevezetességek
- Dobberworth - fákkal benőtt, hatalmas bronzkori halomsír.

## Galéria

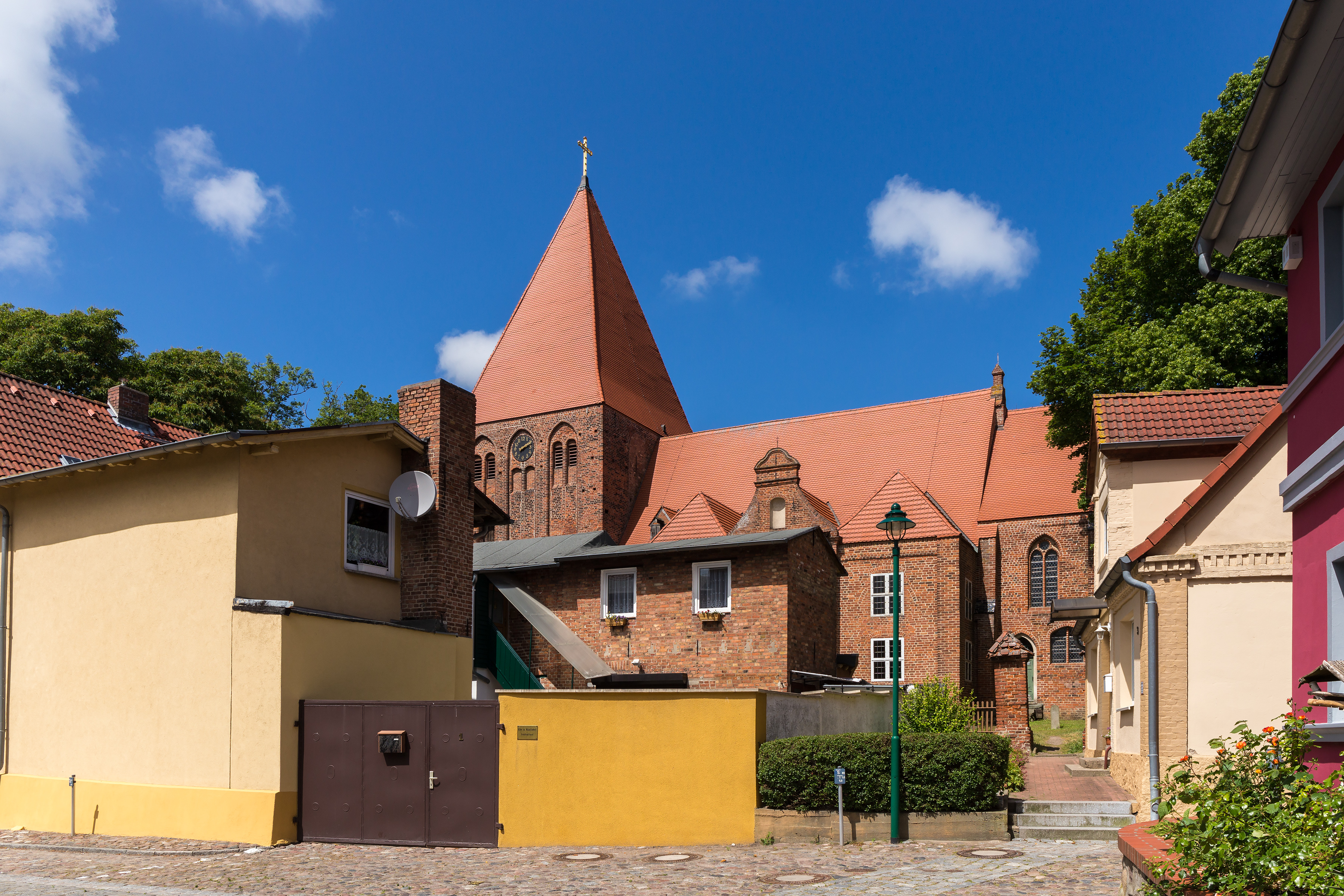
Szt. Mihály templom
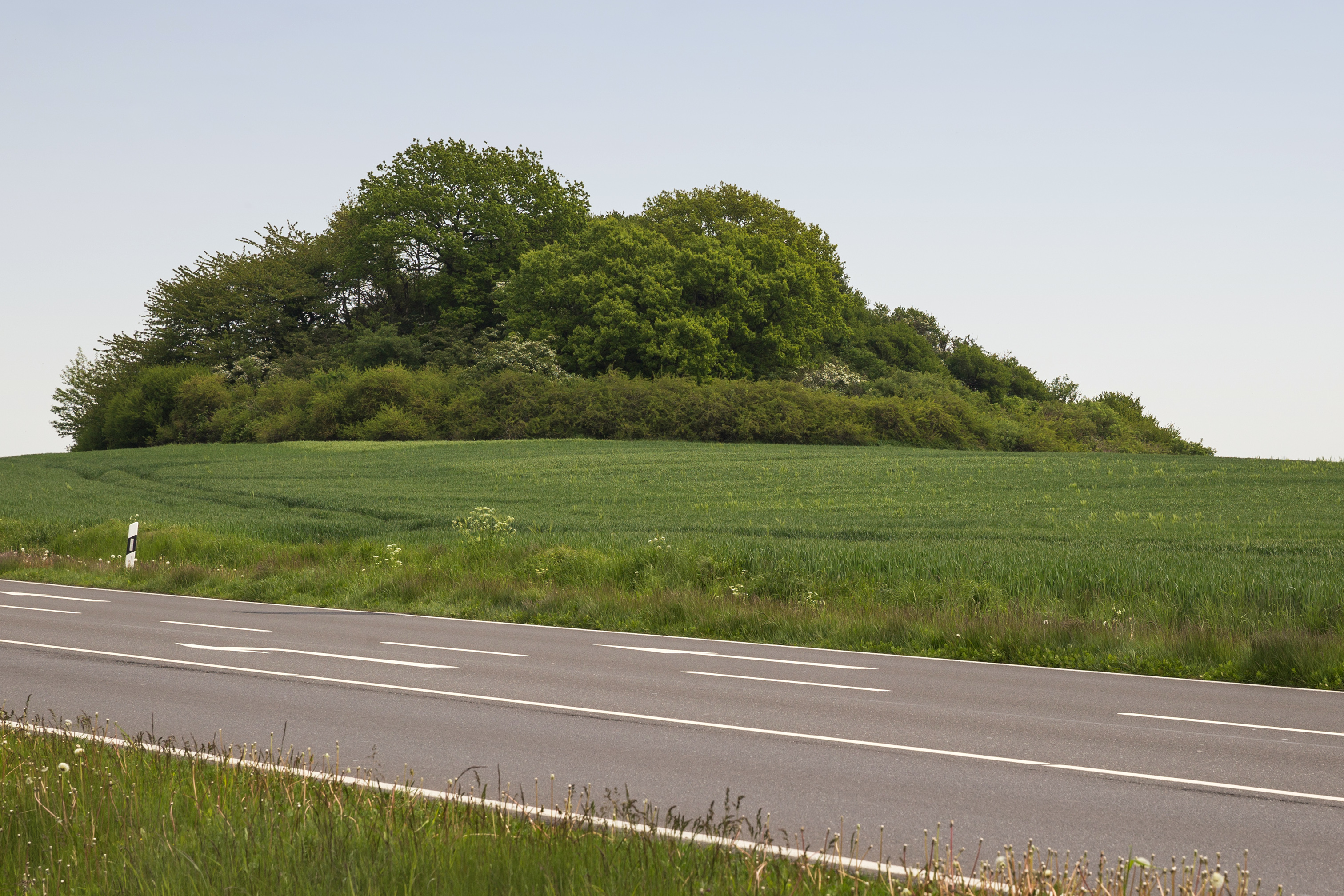
Dobberworth bronzkori halomsír a település mellett.
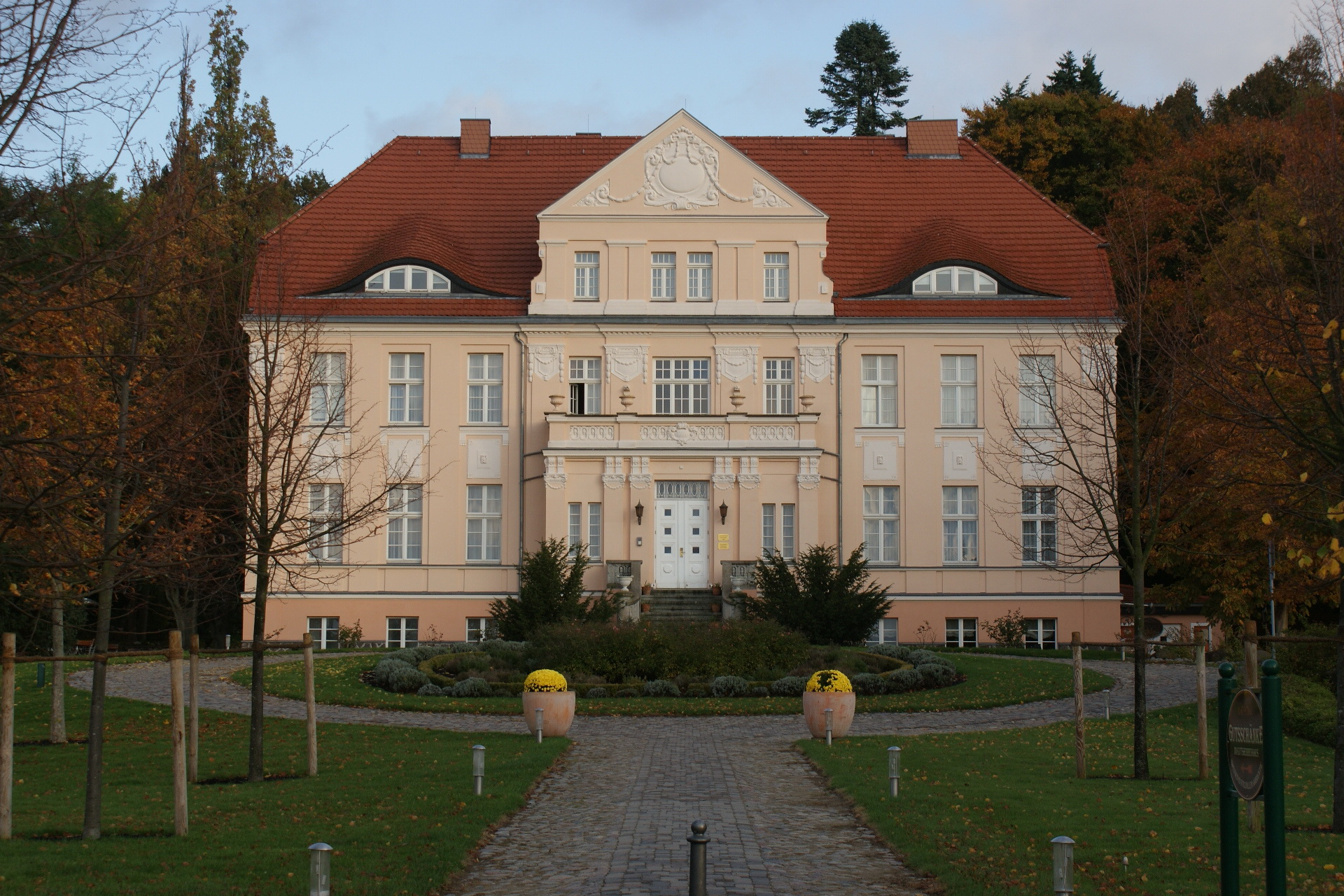
Denkmal
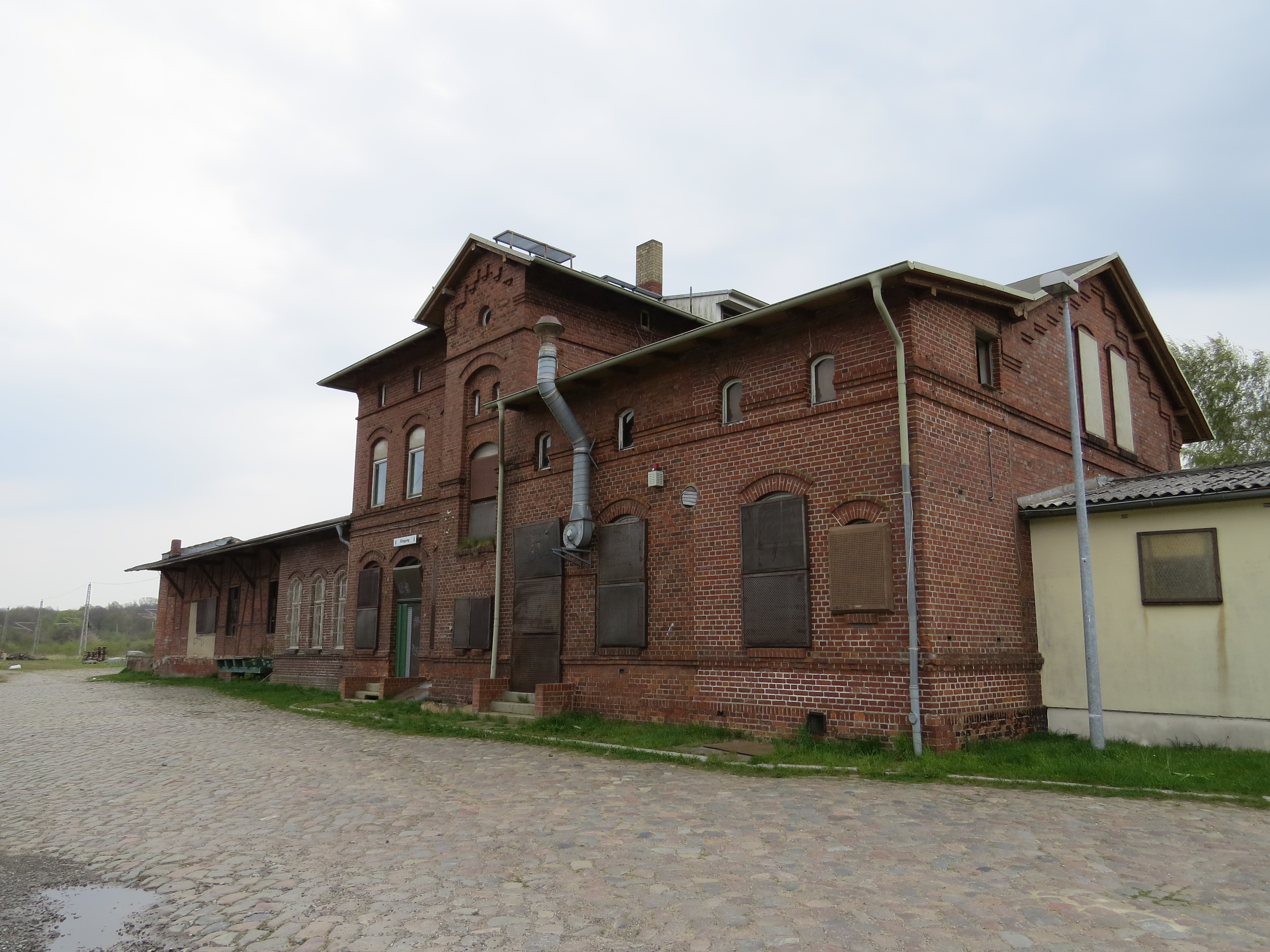
Az állomás épülete (Bahnhof)
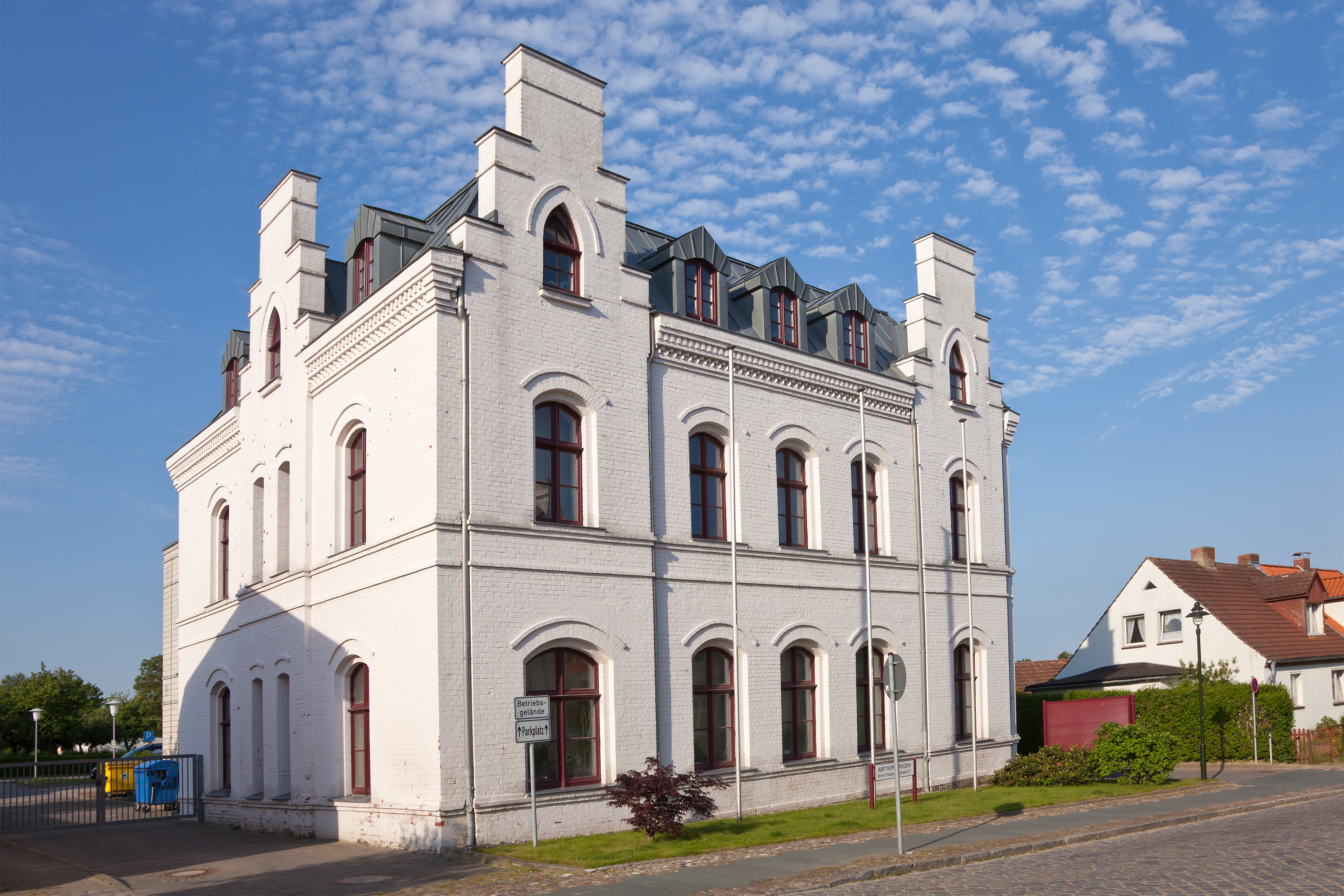
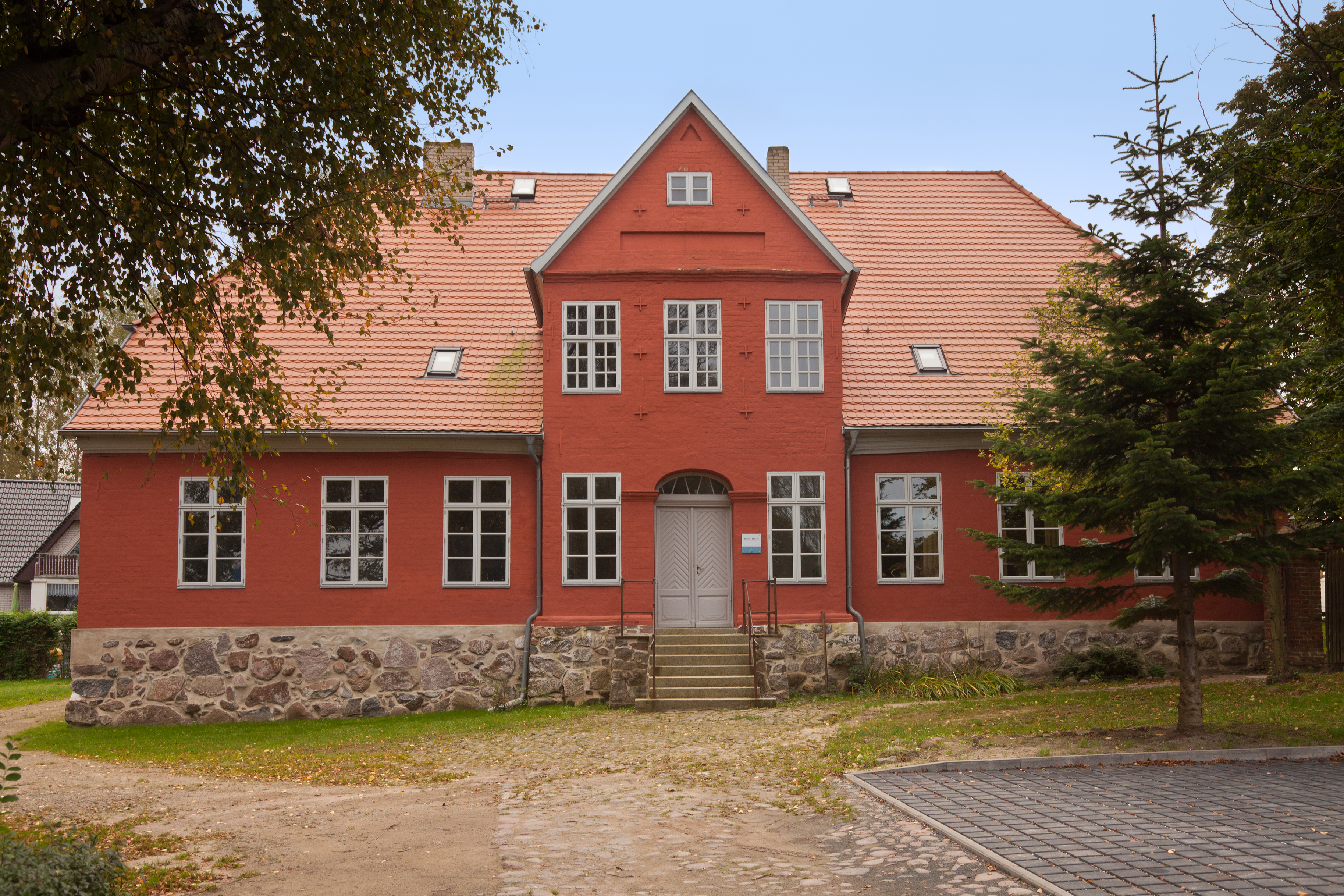
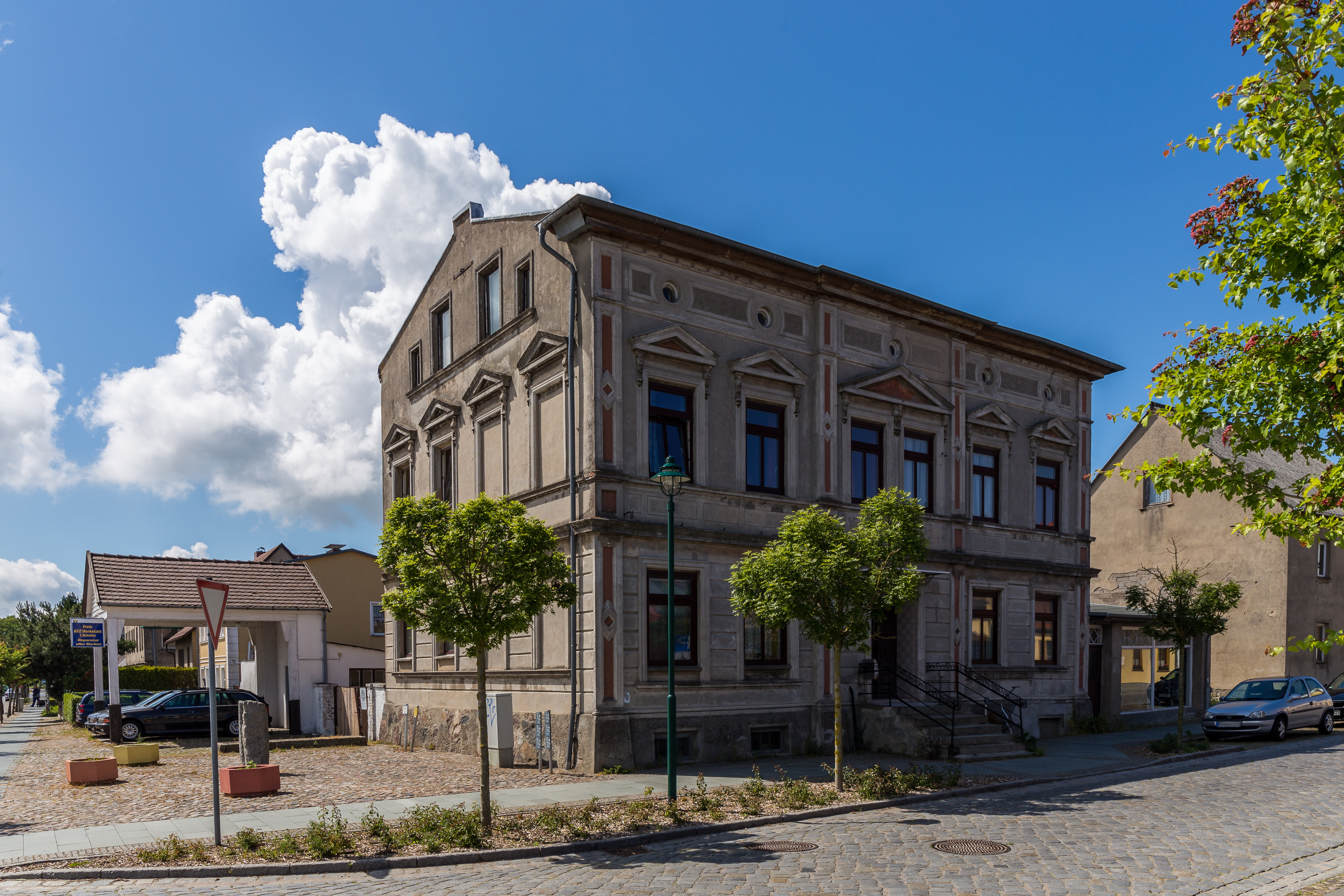
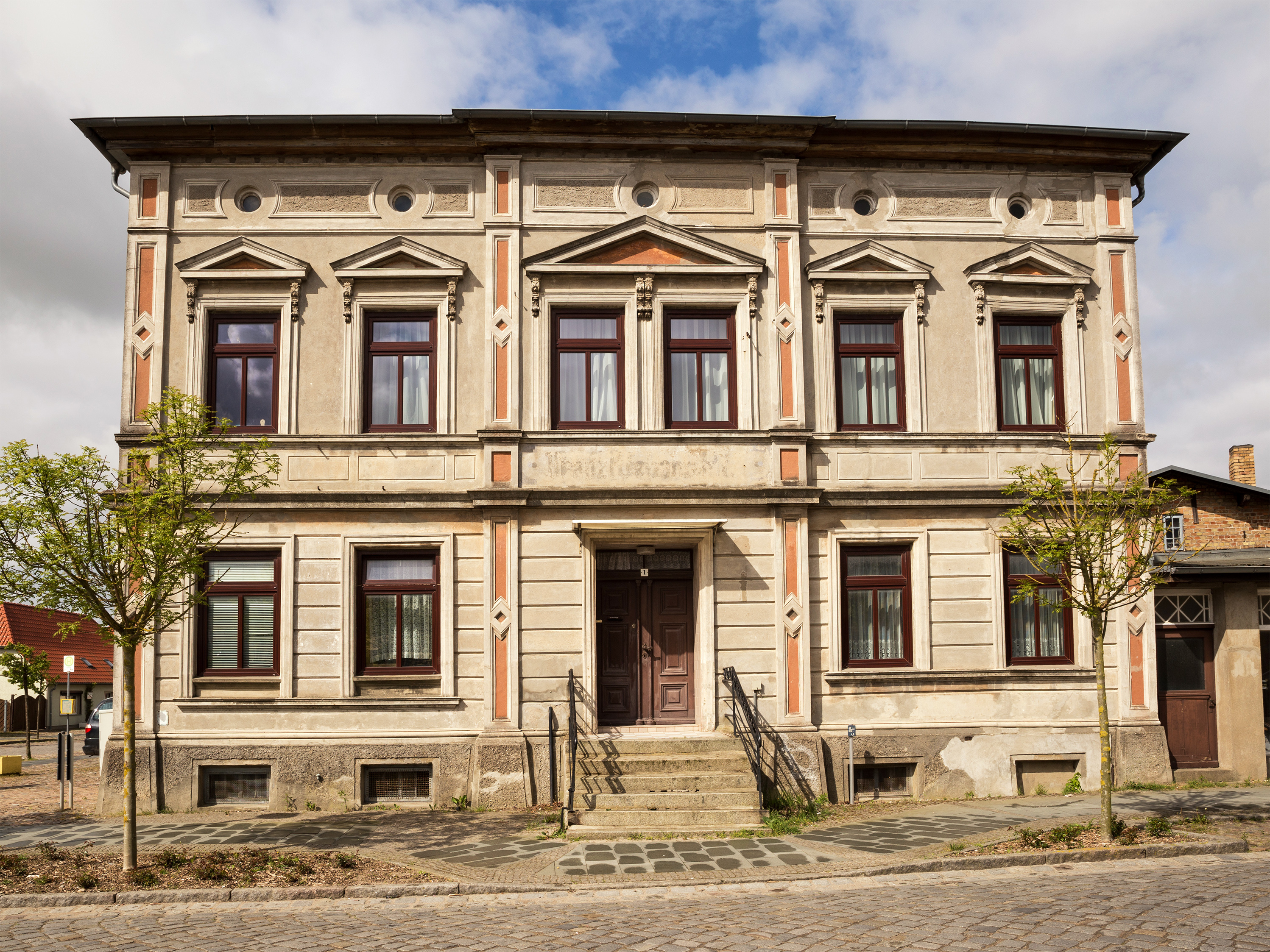

## Népesség
A település népességének változása:
| Lakosok száma | 2463 | 2457 | 2411 | 2460 | 2462 |
|               | 2017 | 2019 | 2021 | 2022 | 2023 |